# Посада Вільхівська
Посада Вільхівська (пол. Posada Olchowska) — частина міста Сяніка Посада, до 1931 р. — лемківське село в Сяніцькому повіті Львівського воєводства.

## Розташування
Лежить при загальнодержавній дорозі № 84 в південно-західній частині міста. З півдня межує з селом Сторожі Великі, з заходу — з селом Загутинь, з півночі прилягає до річки Сян.

## Історія
Назва виникла під кінець XVIII ст. внаслідок росту приміського поселення вздовж старої дороги паралельно Сторожівському потоку — теперішня головна вулиця мікрорайону й міста (вул. Казимира Ліпінського). В 1866 р. Посада Вільхівська отримала статус гміни (самоврядної територіальної громади). Росту села сприяло будівництво Першої угорсько-галицької залізниці в 1869-1872 рр. і Галицької Трансверсальної залізниці в 1884 р. У 1887 р. в селі було 210 будинків і 1211 мешканців (969 римо-католики, 95 греко-католиків, 148 юдеїв). Греко-католики входили до парафії Сянік Сяніцького деканату Перемишльської єпархії УГКЦ.
У 1894-1897 рр. в селі збудував вагонну фабрику Казимир Ліпінський.
У 1900 р. населення становило 2645 осіб (в т.ч. 2531 поляків, до яких зарахували і євреїв). У 1907 р. зведено будинок для гмінної управи.
1 квітня 1931 р. село було приєднане до міста Сянік, з того часу вживалася назва Посада Сяніцька.
Після Другої світової війни українське населення було піддане етноциду. Частина переселена на територію СРСР в 1945-1946 рр. Родини, яким вдалось уникнути виселення, в 1947 році під час Операції Вісла були депортовані на понімецькі землі.